# Euphorbia theriaca
Euphorbia theriaca är en törelväxtart som beskrevs av Louis Cutter Wheeler. Euphorbia theriaca ingår i släktet törlar, och familjen törelväxter. Inga underarter finns listade i Catalogue of Life.